# Jan Snellinck III
Pour les articles homonymes, voir Snellinck.
Ne pas confondre avec Jan Snellinck I (c. 1549-1638) et Jan Snellinck II (1575 ou 1580 - après 1627).
Jan Snellinck III ou Jan III Snellinck, baptisé le 9 avril 1640 à Rotterdam et mort avant 1691 à Rotterdam, est un peintre néerlandais.

## Biographie
Jan Snellinck III, baptisé le 9 avril 1640 à Rotterdam, était un élève de son père Cornelis Snellinck.
Il est mort avant 1691 à Rotterdam.